# Maritza Caballero
Maritza Caballero Jova (Camagüey, 22 ottobre 1958 – Ciego de Ávila, 31 luglio 2021) è stata una cestista cubana.

## Carriera
Con Cuba ha disputato i Giochi panamericani di Città del Messico 1975.